# EA Göteborg
EA Göteborg, precedentemente nota come Ghost Games, è un'azienda svedese attiva nella produzione di videogiochi di proprietà della Electronic Arts. Oltre alla sede principale a Göteborg possiede altre due sedi secondarie a Guildford, in Regno Unito, e a Bucarest, in Romania, ed è specializzata nella progettazione dei giochi della serie Need for Speed. La maggior parte dei dipendenti dell'azienda lavoravano precedentemente per EA DICE, EA Black Box, Criterion Games o Playground Games. Il primo videogioco lanciato dall'azienda è stato Need for Speed: Rivals, sviluppato in collaborazione con la Criterion. Successivamente, nel 2015, è stato sviluppato Need for Speed, a cui hanno fatto seguito Need for Speed: Payback nel 2017 e Need for Speed: Heat nel 2019. Tutti i giochi dello studio utilizzano il Frostbite Engine come motore grafico.

## Storia
L'azienda è stata fondata nel 2011 come EA Göteborg, con l'obiettivo di sviluppare videogiochi basati sul motore grafico Frostbite Engine, specificamente quelli della serie Need for Speed. La maggior parte dei dipendenti avevano già lavorato nella progettazione di altri titoli di corse come Need for Speed: The Run, Forza Horizon, Project Gotham Racing e Race Pro.
Il 22 ottobre 2012 la Criterion Games, che a quel tempo era lo sviluppatore dei giochi della serie Need for Speed, ha annunciato che la EA Göteborg, avrebbe collaborato nella realizzazione del nuovo titolo, senza però rivelare i dettagli della collaborazione o la data di lancio del nuovo gioco. Il 15 novembre 2012 l'azienda è stata ufficialmente rinominata Ghost Games. Poco dopo è entrato online il sito ufficiale, sul quale sono state pubblicate diverse offerte di lavoro. Per guidare la Ghost è stato scelto Marcus Nilsson, ex produttore esecutivo della DICE, nella quale aveva supervisionato lo sviluppo di diversi giochi come Battlefield 2: Modern Combat, Battlefield 2142 e Shift 2: Unleashed.
Il 23 maggio 2013 la EA ha annunciato con un trailer il nuovo gioco della serie Need for Speed, Need for Speed: Rivals. È stato inoltre annunciato che il gioco era stato sviluppato congiuntamente dalla Criterion Games e dalla Ghost Games e che quest'ultima sarebbe diventata lo sviluppatore principale dei futuri Need for Speed. Conseguentemente l'80& dei dipendenti della Criterion Games sono stati trasferiti alla filiale inglese dell'azienda. Need for Speed: Rivals è stato lanciato ufficialmente il 19 novembre 2013.
Il 1º febbraio 2014 è stato annunciato che diversi dipendenti della filiale inglese dell'azienda erano stati licenziati e che lo sviluppo del nuovo Need for Speed era stato sospeso a tempo indeterminato. Nello specifico i dipendenti con contratti part-time sono stati immediatamente licenziati, mentre quelli con contratti a tempo pieno hanno negoziato bonuscite e hanno rassegnato le dimissioni o sono stati trasferiti alla Visceral Games per lavorare allo sviluppo di Battlefield Hardline.
Nel 2014 Andrew Wilson, amministratore delegato della EA, ha annunciato che non sarebbero stati lanciati giochi della serie Need for Speed entro l'anno; era dal 2001 che non veniva lanciato un Need for Speed. Il 21 maggio 2015 è stato annunciato con un trailer il nuovo capitolo della saga. Il gioco, Need for Speed, è stato lanciato il 3 novembre 2015 e, pur ricevendo recensioni mediocri, ha riscosso un buon successo, distaccandosi dagli ultimi capitoli della saga che erano invece stati fortemente criticati dai fan.
Nel gennaio 2016 è iniziato lo sviluppo di un nuovo capitolo, destinato a debuttare nel 2017. Nel gennaio 2017 la EA ha annunciato ufficialmente che il nuovo gioco avrebbe dovuto debuttare nell'anno fiscale 2018 (compreso tra aprile 2017 e marzo 2018). Il 2 giugno 2017 EA e Ghost Games hanno ufficialmente presentato Need for Speed: Payback, che è stato poi lanciato il 10 novembre 2017 e, a differenza del suo predecessore, ha un forte focus sulla modalità di gioco offline.
Il 5 febbraio 2019 Blake Jorgensen, direttore finanziario e direttore operativo della EA, ha ufficialmente confermato che sarebbe stato lanciato un nuovo Need for Speed nel terzo trimestre dell'anno finanziario 2019. Il 14 agosto 2019 è stato ufficialmente presentato Need for Speed: Heat, che è stato poi lanciato l'8 novembre 2019.
Nel febbraio 2020 EA ha annunciato che prevedeva di trasferire la sede di sviluppo della serie Need for Speed a Criterion Games e di rendere Ghost Games uno studio di supporto tecnico in tutta EA, rinominando lo studio in EA Gothenburg. Ciò includeva una riduzione del personale, con coloro che avevano familiarità con la tecnologia di base di EA come il Frostbite Engine che rimanevano nello studio e l'assegnazione del resto dello staff di Ghost Games altrove all'interno di EA.

## Giochi sviluppati
| Anno | Videogioco              | Piattaforma                                                                | Note                                  |
| ---- | ----------------------- | -------------------------------------------------------------------------- | ------------------------------------- |
| 2013 | Need for Speed: Rivals  | Microsoft Windows, PlayStation 3, PlayStation 4, Xbox 360, Xbox One        | In collaborazione con Criterion Games |
| 2015 | Need for Speed          | Microsoft Windows, PlayStation 4, Xbox One                                 |                                       |
| 2017 | Need for Speed: Payback | Microsoft Windows, PlayStation 4, Xbox One                                 |                                       |
| 2019 | Need for Speed: Heat    | Microsoft Windows, PlayStation 4, Xbox One                                 |                                       |
| 2021 | Battlefield 2042        | Microsoft Windows, PlayStation 4, PlayStation 5, Xbox One, Xbox Series X/S | Lavoro aggiuntivo come supporto       |